# 聖ヴォロディームィル大聖堂
聖ヴォロディームィル大聖堂（ウクライナ語: Володимирський собор）は、ウクライナの首都キーウに位置する正教会の大聖堂である。2018年までウクライナ正教会・キエフ総主教庁に属し、当総主教庁の総主教座であった。現在は新生ウクライナ正教会に属する。国重要文化財。「聖ウラジーミル聖堂」とも日本語表記される。

## 沿革
初期
1852年にキエフ府主教フィラレートは、ルーシの洗礼900年を記念するために、大聖堂の建立案をロシア帝国の政府に提出し、ロシア皇帝ニコライ1世はその提案に賛成した。大聖堂の建立地は「ルーシの町々の母」たるキーウと定められ、大聖堂の名称はルーシにキリスト教の光明をもたらしたヴォロディームィル聖公にちなむこととした。
大聖堂の建立のために全国より寄付金が集められ、帝国一流の専門家は参加させられた。1862年から1896年にかけて、A・ベレッチ、Y・ベルンガルドト、K・マイェフスキー、V.ニコラーエフなどの建築家は大聖堂を新ビザンティン建築様式で建て、V・ヴァスネツォフ、N・ネステロフ、M・ヴルーベリ、M・プィモネーンコなどの画家は大聖堂の内部を壁画とモザイクによって装飾した。1896年8月20日に皇帝が出席する華麗な成聖式が行われた。
ソビエト連邦期
1920年にはキーウを支配下においた共産党政権は大聖堂を閉鎖したが、後に当大聖堂において無神論博物館を開館した。第二次世界大戦後に大聖堂はロシア正教会に渡されキエフ・ハールィチ府主教の府主教座となり、キーウにおける数少ない教会堂となった。
ウクライナ独立後
ウクライナ独立後、1992年に大聖堂はウクライナ正教会・キエフ総主教庁に渡され、当総主教庁の総主教座となった。